# Архимандрит Венијамин (Мићић)
Венијамин (световно Велимир Мићић; Остружањ код Осечине, 17. фебруар 1938) архимандрит је Српске православне цркве и игуман Манастира Преображење.

## Биографија
Архимандрит Венијамин (Мићић) рођен је 17. фебруара 1938. године у селу Остружањ код Осечине, од побожних благочестивих родитеља оца Манојла у монаштву Јакова и мајке Милојке. Основну школу завршио је у у Остружњу а потом у Осечини. Приликом крштења је добио име Велимир.
Уписао је 1956. године Православни богословски факултет Универзитета у Београду, где је дипломирао након окончања војног рока 1960. године. Свој монашки пут започиње исте 1960. године када долази у Манастир Преображење код Овчар Бање, као искушеник код тадашњега архимандрита Евстатија (Ракића). Монашки постриг примио је 19. августа 1961. године у Преображењу, од стране епископа жичкога господина Василија (Костића). Приликом монашења је добио монашко име Венијамин.
Рукоположен је у чин јерођакона 25. августа 1961. године у Преображењу, а у чин јеромонаха 17. децембра 1963. године у Манастиру Жичи код Краљева, од стране епископа жичкога господина Василија. Након упокојења старешине архимандрита Евстатија (Ракића), а одлуком епископа жичкога господина Василија, 28. августа 1972. године постављен је за настојатеља манастира Преображења.
Произведен је у чин игумана 5. јула 1983. године у Преображењу, од стране епископа жичкога господина Стефана (Боце). Чин архимандрита је добио 4. маја 1995. године од стране епископа жичкога господина Стефана. Архимандрит Венијамин је на челу манастира Преображења 51. годину.